# Barlangi óriáscsótány
A barlangi óriáscsótány (Blaberus giganteus) a rovarok (Insecta) osztályának csótányok (Blattodea) rendjébe, ezen belül az eleventojó csótányok (Blaberidae) családjába tartozó faj.

## Előfordulása
A barlangi óriáscsótány előfordulási területe Közép-Amerikában és Dél-Amerika északi részén van. Gyakran tartják terráriumokban díszállatként.

## Megjelenése
A Föld egyik legnagyobb csótányfaja. A hím 7,5 centiméter hosszú, a nőstény pedig 10 centiméteresre is megnőhet.

## Életmódja
E rovarfaj természetes élőhelye a trópusi esőerdők, ahol faodvakban, barlangokban és a sziklák repedéseiben él. A nedves és árnyékos helyeket részesíti előnyben. Főleg elbomló, rothadó növényekkel táplálkozik, de mindenevőként az elpusztult állatok tetemeit is elfogyasztja. Egyéb táplálékai a gyümölcsök, a magok és a denevérek ürüléke, azaz a guanó. Élőhelyétől és táplálékától függően, akár 20 hónapot is élhet.

## Szaporodása
A barlangi óriáscsótány a szaporodási időszakban a kémiai jelzésekre hagyatkozik a párkeresésben. Először a nőstény jelez a hímeknek, aztán pedig a hím bocsát ki olyan feromonokat, amelyek megnyugtatják a nőstényt és párzásra késztetik. A kis csótányok több vedlésen is átmennek, mire felnőtté válnak.

## Képek

Az avarban jól álcázza magát
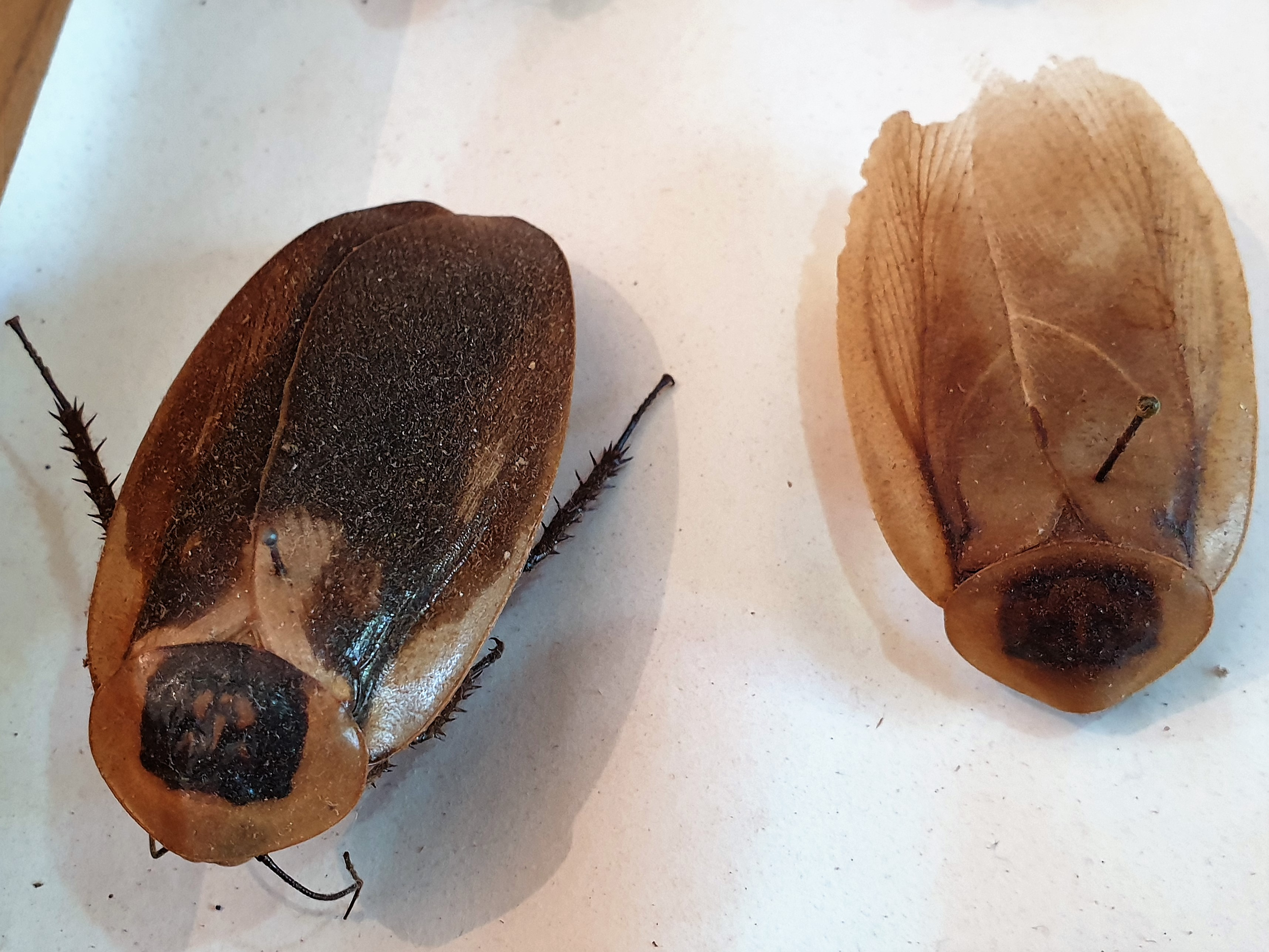
Barlangi óriáscsótányok
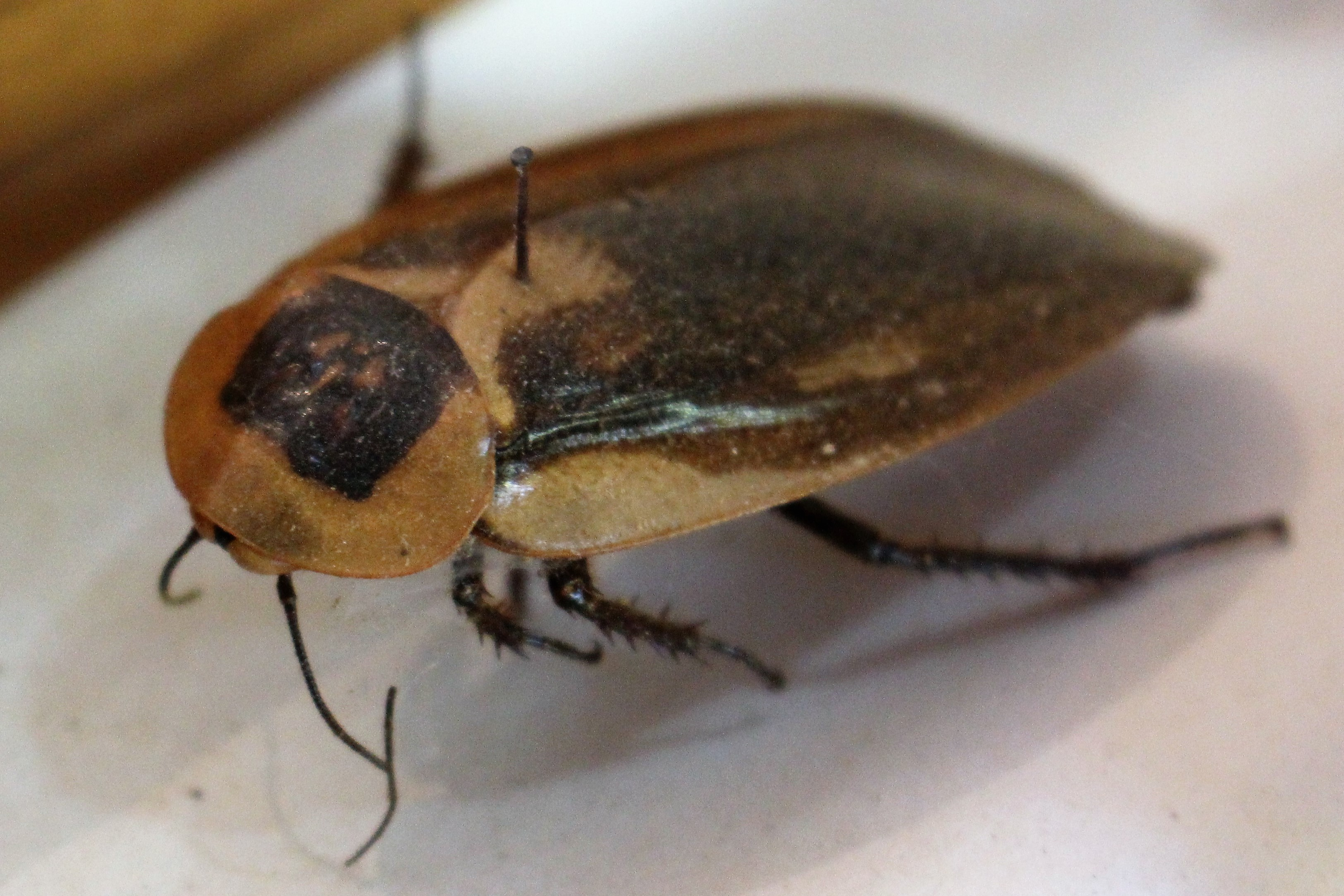
egy mexikói múzeumban

## Fordítás
- Ez a szócikk részben vagy egészben  a   Blaberus giganteus című angol Wikipédia-szócikk ezen változatának fordításán alapul.  Az eredeti cikk szerkesztőit annak laptörténete sorolja fel. Ez a jelzés csupán a megfogalmazás eredetét és a szerzői jogokat jelzi, nem szolgál a cikkben szereplő információk forrásmegjelöléseként.